# 瓦爾德馬·托馬舍夫斯基

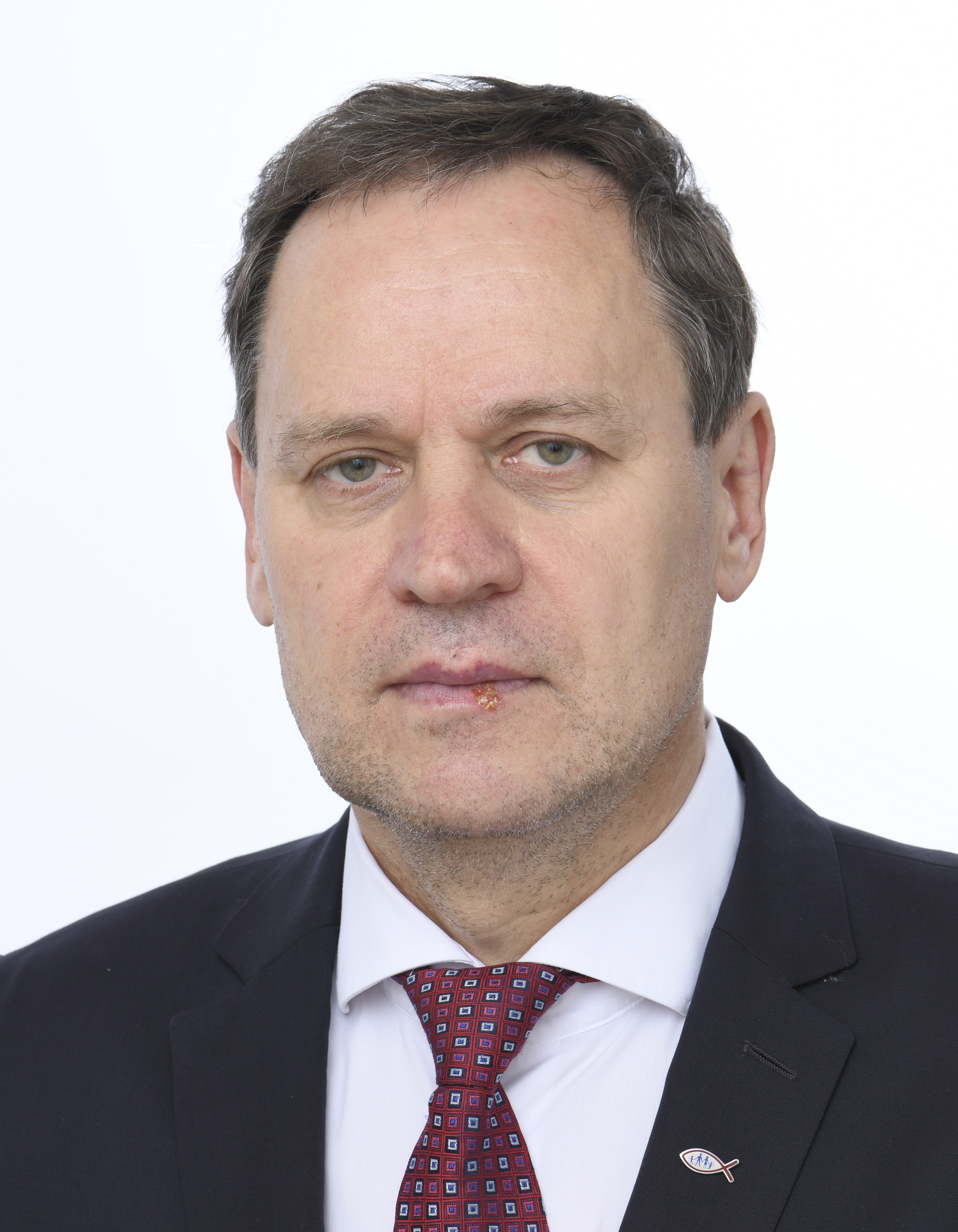

瓦爾德馬·托馬舍夫斯基（波蘭語：Waldemar Tomaszewski，1965年3月3日—）是一位波蘭裔立陶宛人政治家，他是立陶宛波蘭族選舉行動的黨首，並且自2009年開始也是歐洲議會的議員。托馬舍夫斯基在1999年當選立陶宛波蘭族選舉行動的黨首，並在2000年首次當選立陶宛國會議員，在2009年當選歐洲議會議員。

## 外部連結
- （波兰語） Tomaszewski's official website （页面存档备份，存于）
- Profile at European Parliament website